# Seychellenrietzanger
De seychellenrietzanger (Acrocephalus sechellensis synoniem: Bebrornis sechellensis), ook wel seychellenzanger, is een kleine vogelsoort die in de oerwouden van de Afrikaanse eilandengroep Seychellen in de Indische Oceaan leeft, waar de vogel naar vernoemd is.

## Kenmerken
De seychellenrietzanger is 14 cm lang, iets groter dan de in Europa voorkomende rietzanger. De vogel is egaal groen-bruin, de onderkant is vuilgeel van kleur. De vogel heeft relatief lange poten en snavel die leikleurig zijn. Ze vliegen stuntelig fladderend. De zang wordt beschreven als melodieus en lijkend op menselijk gefluit en sterk verschillend van de grote toonhoogteverschillen van het geluid van verwante soorten als de kleine karekiet.

## Voorkomen en leefgebied
De seychellenrietzanger broedt in dicht struikgewas van mangrovebossen aan de kust. Tussen 1920 en 1965 werden grote delen van de wouden in deze moerasgebieden op het eiland Cousin gekapt voor de teelt van kokospalmen. Hierdoor verdween de leefomgeving van deze rietzanger. In het midden van de jaren '60 bestond de soort wereldwijd nog uit maximaal 26 vogels. Het eiland wordt daarom vanaf 1968 als natuurreservaat beheerd. Hierdoor is het aantal toegenomen tot 1460 zangvogels in 1997. Een deel van de populatie leefde toen al op de buureilanden Aride en Cousine, omdat als leefgebied één eiland als te kwetsbaar werd beschouwd. Bovendien kon het aantal seychellenrietzangers op het eiland Cousin niet verder groeien door overbevolking.
Volgens een schatting uit 2007 zijn er circa 2500 seychellenrietzangers op de archipel.

## Status
Omdat het areaal beperkt is wordt de vogel nog steeds als gevoelig voor uitsterven beschouwd en staat als zodanig op de Rode Lijst van de IUCN.

## Voortplantingsgedrag
De Nederlandse dierecoloog Jan Komdeur, die de seychellenrietzanger jarenlang volgde, ontdekte dat de dochtervogels hun ouders soms jaren helpen en nog geen eigen gezin beginnen. Ze helpen dan mee met het bouwen van het nest, het bebroeden en verdedigen van de latere eieren en het voeren van de jonge vogels. Hierdoor neemt het broedsucces van de ouders toe, wat de populatie ten goede komt.
Wanneer de moedervogel gestorven is, stoppen de vrouwtjes met deze hulp. Wanneer ze hun eigen gezin beginnen, gebeurt dit in sommige gevallen met een mannetje uit hun eigen familie (inteelt). Bovendien behoren de seychellenrietzangers tot de groep vogels die het meest vreemdgaan; 42% van de jongen komen uit buitenechtelijke relaties.
Een ander opmerkelijk kenmerk van de seychellenrietzanger is het manipuleren van de sekse van de ter wereld te komen vogels. In gebieden met veel voedsel voorhanden, zodat voor de helpende dochters ook genoeg voedsel was, werden meer vrouwelijke vogels geboren; in voedselarme gebieden werden meer mannetjes geboren. Hoe dit kan is nog niet ontdekt.